# Ćambal
Ćambal (hindi:चम्बल, angielski: Chambal) – rzeka w północnych Indiach o długości 960 km, powierzchni dorzecza 143 000 km² oraz średnim przepływie 600 m³/s.
Źródła rzeki znajdują się w górach Windhja, a uchodzi ona do rzeki Jamuny. 
Wokół niej utworzono rezerwat Ćambal. Obejmuje on 400 km rzeki (od Kota do ujścia w Jamunie) i 40 km wzdłuż Jamuny (aż do ujścia rzek Sind i Panchanada). To królestwo krokodyla różańcowego i gawiala gangesowego. Można tam też spotkać wydry krótkowłose, żółwie i delfina gangeskiego.
Główne dopływy rzeki to: 
- Parwati,
- Kāli Sindh,
- Banas.

Większe miasto nad rzeką to: 
- Kota.

Rzeka Ćambal jest wykorzystywana do nawadniania oraz produkcji energii elektrycznej (Zapora Gandhi Sagar).